# Dendrodasys gracilis
Dendrodasys gracilis är en djurart som tillhör fylumet bukhårsdjur, och som beskrevs av Wilke 1954. Dendrodasys gracilis ingår i släktet Dendrodasys och familjen Dactylopodolidae. Inga underarter finns listade i Catalogue of Life.